# Abyss
『abyss』（アビス）は、日本のバンドDのギタリストRuizaの1枚目のギターインストミニアルバム。2012年3月21日発売。発売元はGODS CHILD RECORDS。

## 要素
- Ruizaにとっては6年ぶりのギターインストCDリリースである。
- 2006年に発売された「amenity again」続いて2枚目のインストCD。

## 収録曲
1. serendipity
2. faith
3. sphere
4. crepuscular rays
5. erosion
6. abyss
7. Deep blue